# San Esteban de los Patos
San Esteban de los Patos és un municipi de la província d'Àvila, a la comunitat autònoma de Castella i Lleó.

## Demografia
| 1991 | 1996 | 2001 | 2004 |
| ---- | ---- | ---- | ---- |
| 46   | 50   | 44   | 39   |